# Lesbians and Gays Support the Miners
Lesbians and Gays Support the Miners (LGSM; literalment en català, "lesbianes i gais donen suport als miners") va ser una aliança de persones lesbianes i gais que cooperaren per donar suport als miners vaguistes durant la llarga vaga de miners del Regne Unit de 1984-1985. L'any 1985 hi havia onze grups arreu del Regne Unit. Només el grup londinenc ja va recaptar uns 11.000£.

## Història
El govern Thatcher va segrestar dels fons de la National Union of Mineworkers (NUM), que inutilitzava fer donacions a la NUM. Per evitar aquest bloqueig, els grups de suport de tot el Regne Unit demanaven "agermanar-se" directament amb les diverses comunitats mineres d'Anglaterra, Escòcia o Gal·les. L'organització Lesbians and Gays Support the Miners va ser impulsada inicialment per Mark Ashton i el seu amic Michael (Mike) Jackson, després que ambdós recollissin donacions pels miners durant la marxa de l'Orgull Lèsbic i Gai de Londres de 1984. El grup LGSM de Londres es trobaven i recaptaven fons en diversos llocs, entre ells, l'emblemàtica llibreria Gay's the Word que alhora era usada com la seu del grup de Londres i on es realitzaven les seves reunions periòdiques. El LGSM de Londres s'agermanà amb els grups de suport miners de Neath, Dulais i Swansea Valleys.
El grup va destinar principalment la seva ajuda a la zona minera de De Cymru, perquè creien que el president del NUM Arthur Scargill distribuïa injustament les donacions i afavoria els comtats de Kent i Yorkshire on tenien un nombre més gran de militants.
A banda de recaptar unes 20.000£ per a les famílies en vaga, els dos grups es visitaren mútuament. L'acte amb major recaptació va ser el concert benèfic "Pits and Perverts" a l'Electric Ballroom de Camden Town (Londres) el 10 de desembre de 1984. El cap de cartell va ser Bronski Beat, amb Jimmy Somerville com a vocalista. Segons diverses fonts, el nom de l'esdeveniment podria estar inspirat en un titular ofensiu del diari sensacionalista The Sun.
L'aliança que va forjar la campanya entre els col·lectius LGBT i els grups de treballadors també va esdevenir un punt d'inflexió en el progrés en la qüestió LGBT al Regne Unit. Els grups miners van començar a donar suport i a participar en diversos esdeveniments del dia de l'orgull LGBT per tot el Regne Unit; el Partit Laborista va aprovar una resolució que, per primer cop, comprometia el partit a donar suport a la igualtat de drets a la conferència de Bournemouth de 1985, una resolució que s'aprovava principalment gràcies al suport en bloc de la National Union of Mineworkers. Els grups miners van ser una de les cares més visibles que donaven suport a la comunitat LGBT durant la companya contra la Secció 28, 2A de l'any 1988.

## Llegat
El museu People's History Museum de Manchester alberga l'arxiu del grup de Londres que disposa de les actes de les reunions setmanals que feia el grup, la seva correspondència, els seus retalls de premsa, el material publicitari, els pins corporatius, les fotografies i les pancartes.
L'any 2014 es va dur al cinema la pel·lícula Pride, dirigida per Matthew Warchus, que mostra en forma de comèdia l'aliança entre el grup de Londres i un poble miner gal·lès.